# Cột Đức Mẹ ở Nové Město nad Metují

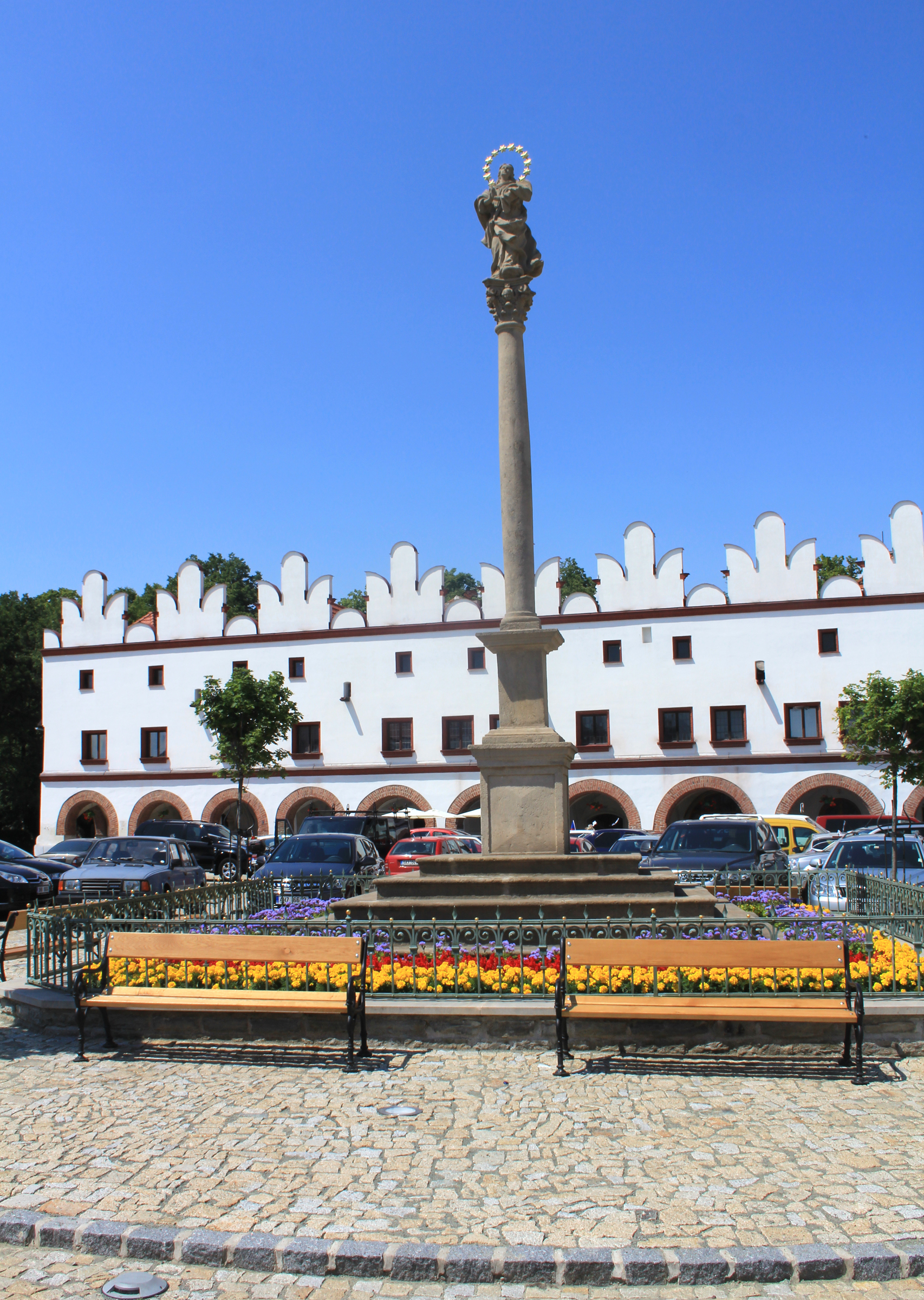
Cột với tượng Đức Mẹ Đồng trinh ở Nové Město nad Metují (2011)

Cột Đức Mẹ ở Nové Město nad Metují (tên đầy đủ: Cột với tượng Đức Mẹ Đồng trinh ở Nové Město nad Metují; tiếng Séc: Sloup se sochou Panny Marie v Novém Městě nad Metují) là một trong những tượng đài tôn giáo nổi tiếng về Đức Mẹ, tọa lạc ở quảng trường Husově tại thị trấn Nové Město nad Metují, huyện Náchod, vùng Královéhradecký, Cộng hòa Séc. Tượng đài này có tên trong danh sách các di tích văn hóa của Cộng hòa Séc.

## Lịch sử
Cột Đức Mẹ ở Nové Město nad Metují được xây dựng theo phong cách Baroque vào năm 1696. Đây là một trong những công trình xây dựng điển hình dùng để bày tỏ lòng biết ơn sâu sắc của người dân địa phương đối với Đức Mẹ vì Ngài đã che chở người dân vượt qua các bệnh dịch, đặc biệt là đại dịch hạch trong thế kỷ 17 lúc bấy giờ. Cột Đức Mẹ vẫn liên tục được trùng tu trong nhiều giai đoạn (1879, 1905 - 1906, 1933, 1997 và 2008).

## Mô tả
Bức tượng trên đỉnh cột cao khoảng 120 cm, khắc họa hình ảnh Đức Trinh Nữ Maria đang chắp tay cầu nguyện và nhìn hướng lên trời. Đức Mẹ đội một vầng hào quang với mười hai ngôi sao được mạ vàng.

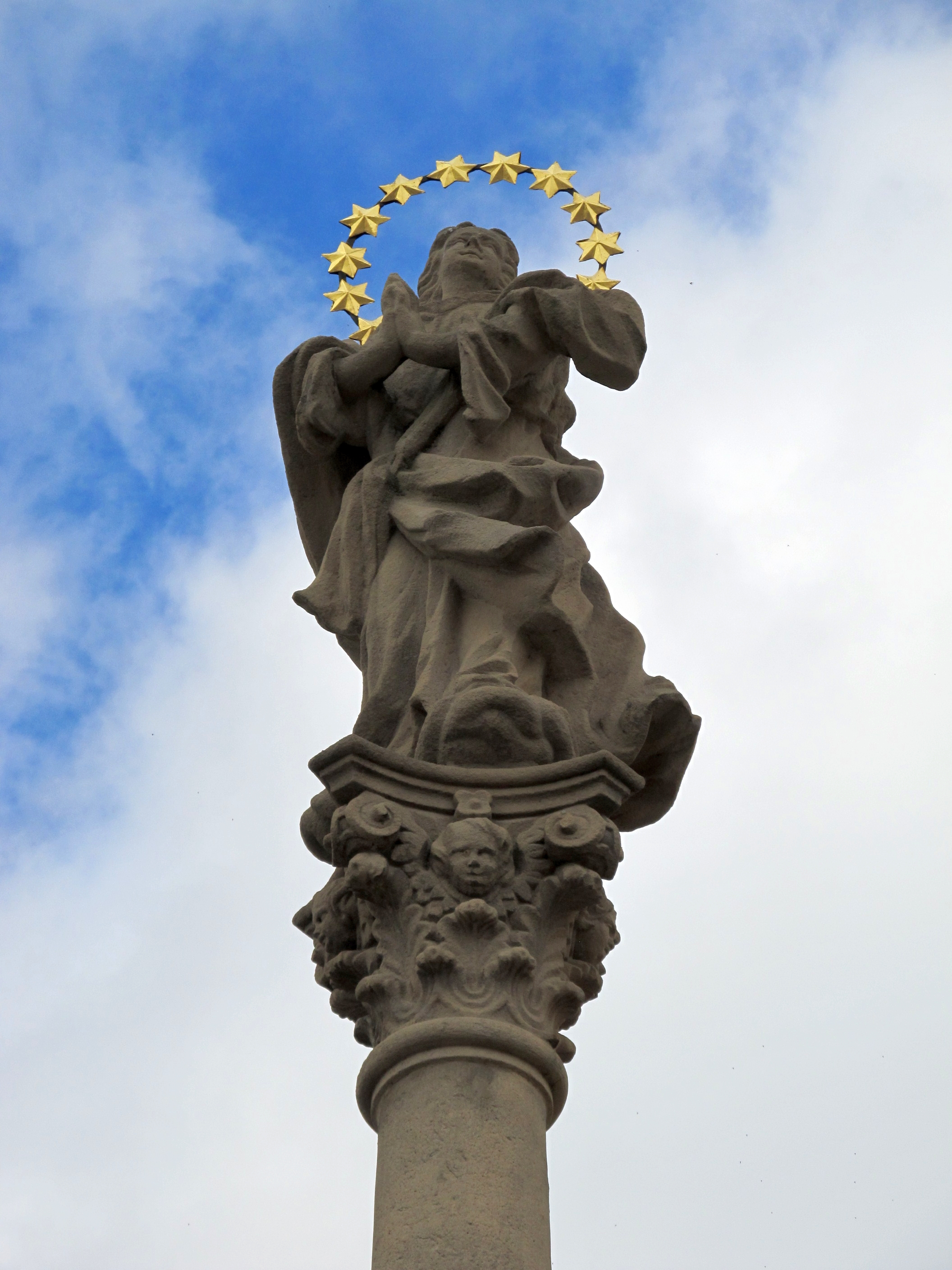
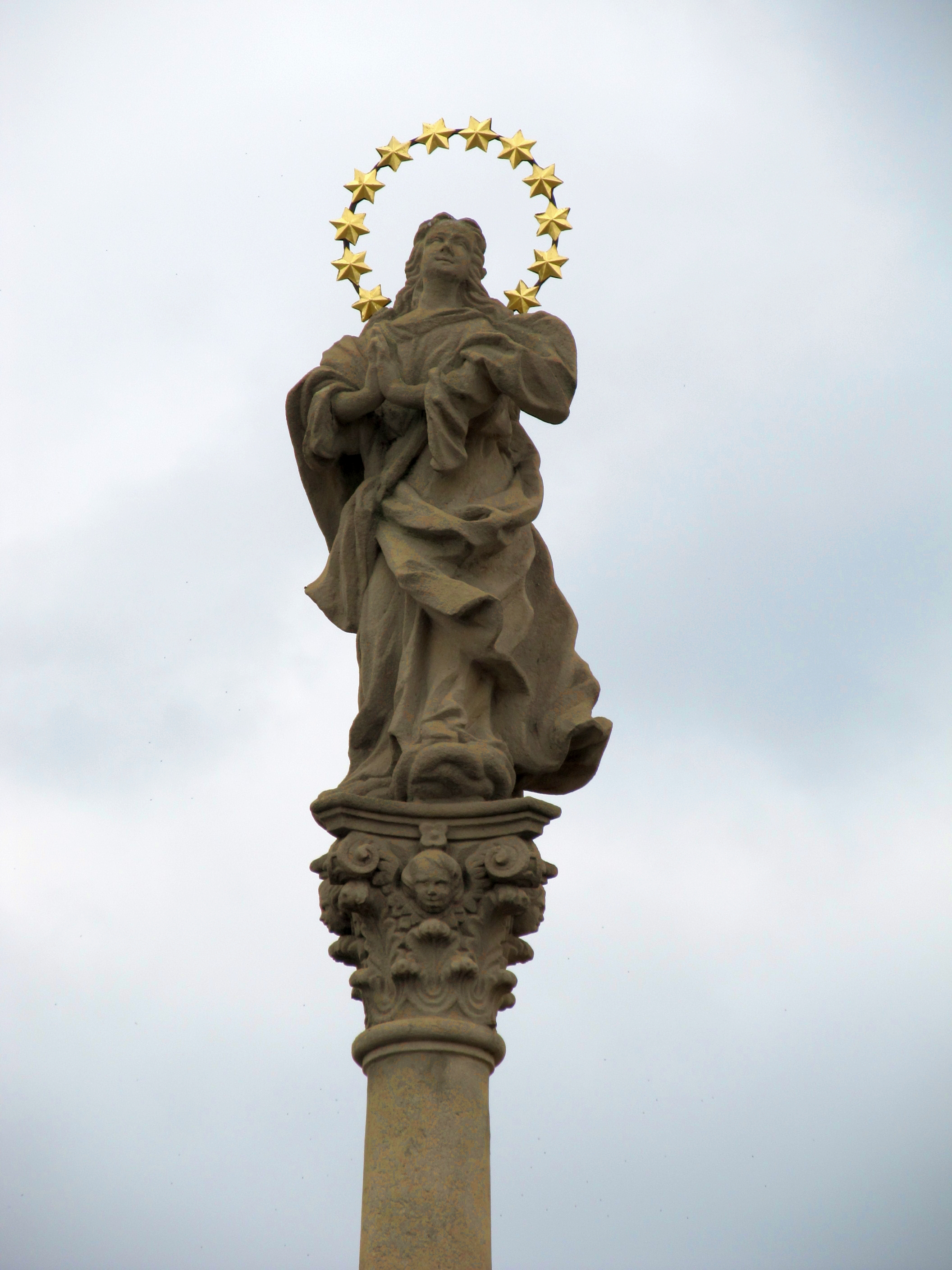
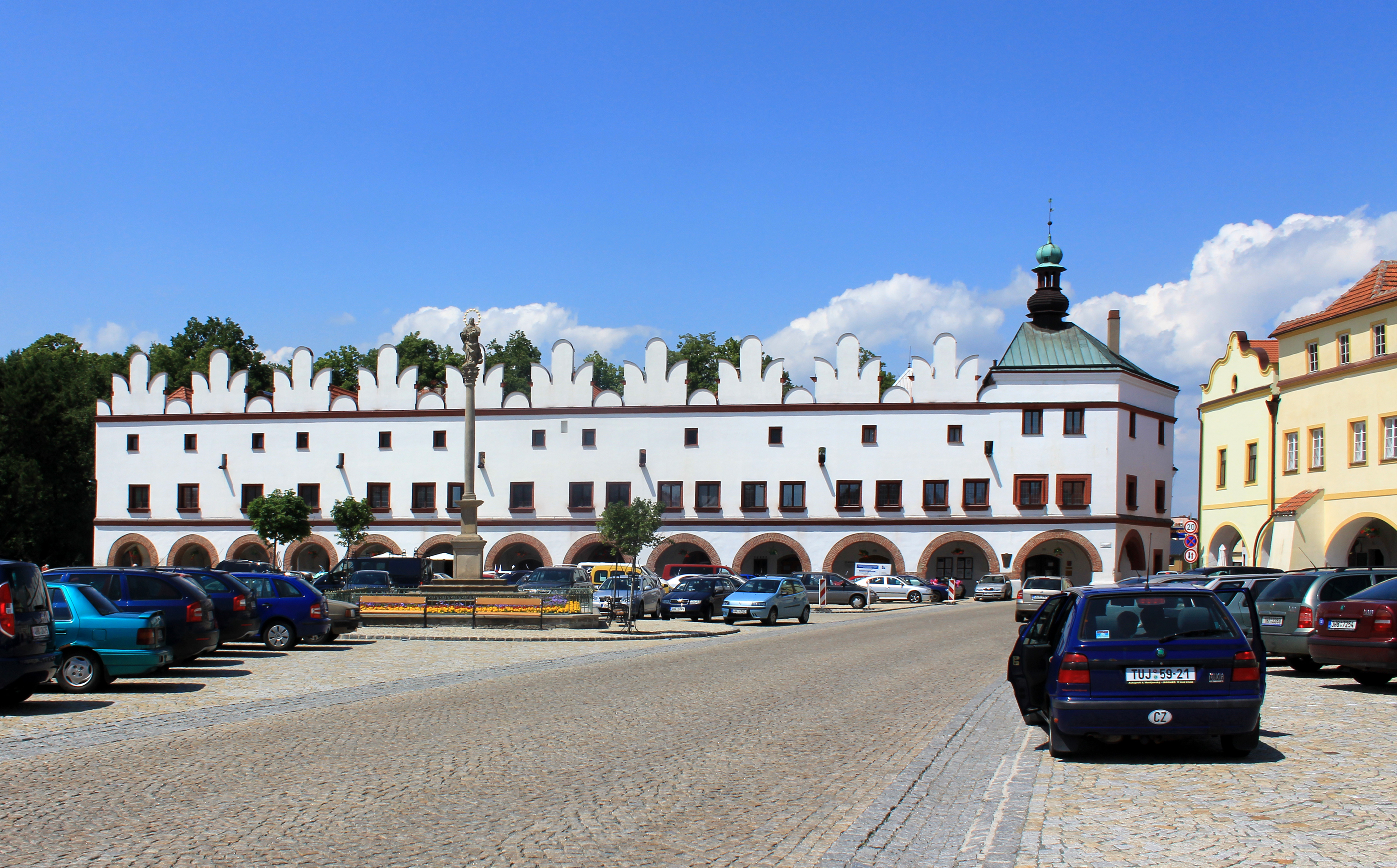